# Okrężnica zstępująca

Okrężnica zstępująca zaznaczona numerem 3.

Okrężnica zstępująca, zstępnica (łac. colon descendens) – w anatomii człowieka część okrężnicy rozciągająca się od zgięcia lewego (śledzionowego) (jako przedłużenie okrężnicy poprzecznej) w dół do brzegu miednicy, gdzie przechodzi w okrężnicę esowatą.